# 13 Bootis
Désignations
13 Bootis, également désignée CF Bootis, est une étoile variable de la constellation du Bouvier, située à 700 ± 30 années-lumière (214 ± 8 parsecs) de la Terre.